# Målaren på Moulin Rouge
Målaren på Moulin Rouge (engelska: Moulin Rouge) är en brittisk dramafilm från 1952 i regi av John Huston. Filmen är baserad på Pierre La Mures roman Moulin Rouge från 1950. Den utspelar sig i Paris kring sekelskiftet 1900, och följer konstnären Henri de Toulouse-Lautrec i stadens bohemiska subkultur i och runt det burleska nöjesetablissemanget Moulin Rouge. I huvudrollerna ses José Ferrer som Toulouse-Lautrec och Zsa Zsa Gabor som Jane Avril.

## Rollista i urval
- José Ferrer – Henri de Toulouse-Lautrec / greve Alphonse de Toulouse-Lautrec
- Zsa Zsa Gabor – Jane Avril
- Suzanne Flon – Myriamme Hyam
- Katherine Kath – La Goulue
- Muriel Smith – Aicha
- Colette Marchand – Marie Charlet
- Theodore Bikel – kung Milan I av Serbien
- Peter Cushing – Marcel de la Voisier
- Christopher Lee – Georges Seurat
- Michael Balfour – Dodo
- Eric Pohlmann – Picard